# Partido Nacionalista Timorense
El Partido Nacionalista Timorense (en indonesio: Partai Nasionalis Timor), abreviado como PNT, es un partido político de Timor Oriental. Su fundador y presidente es Abílio Araújo, quien fue representante del Fretilin en el extranjero durante la ocupación indonesia hasta su despido en 1993.
Antes del referéndum de independencia de Timor Oriental de 1999, el PNT defendía una solución de autonomía en lugar de la independencia de Indonesia. En términos de orientación, se le conoce como «nacional progresista». Proponía que el indonesio siguiera siendo el idioma oficial y la rupia indonesia la moneda. Araújo criticó la decisión del primer presidente timorense, Xanana Gusmão, de hacer del portugués el idioma oficial y en este contexto se refirió repetidamente a las raíces portuguesas de Gusmão y José Ramos-Horta. Un punto importante en la política del PNT es la estrecha relación amistosa con Indonesia. Colaboró con el Partido Democrático Indonesio-Lucha.
En las elecciones parlamentarias celebradas el 30 de agosto de 2001, el partido obtuvo el 2,2% del voto popular y 2 de 88 escaños. Los diputados fueron Aires Francisco Cabral y la hermana del presidente del PNT, Aliança Araújo. En las elecciones parlamentarias celebradas el 30 de junio de 2007, el PNT obtuvo sólo 10.057 votos, lo que correspondía al 2,42% de los votos válidos y no obtuvo ningún escaño en el parlamento, ya que no alcanzó el umbral del 3% necesario para obtener escaños. El partido encontró el mayor apoyo en el distrito de Baucau, donde recibió 1.273 votos (2,46%). El PNT obtuvo más de 1.000 votos sólo en el distrito de Viqueque con 1.183 votos (3,57%).
En julio de 2007, el PNT se unió a otros cinco partidos que también habían fracasado en el obstáculo del tres por ciento en las elecciones parlamentarias para formar la Liga Democrática Progresista (LDP). La LDP pretendía servir como plataforma política fuera del parlamento para los partidos, que eran muy diferentes en términos de ideología y programa. El PNT no fue admitido a las elecciones parlamentarias de 2012 porque no presentó su lista electoral a las autoridades electorales dentro del plazo.